# Nemopterella pruinosa
Nemopterella pruinosa is een insect uit de familie Nemopteridae, die tot de orde netvleugeligen (Neuroptera) behoort. De soort komt voor in Zuid-Afrika.
De wetenschappelijke naam voor de soort werd voor het eerst geldig gepubliceerd in 1967 door Bo Tjeder.